# Los Mentas
Los Mentas es una banda venezolana de rockabilly y punk. Está conformado por Juan Olmedillo en la voz principal; guitarra rítmica y armónica, Héctor Paredes (Lukas) en el bajo (en los primeros años de la banda se caracterizó por usar contrabajo), Carlos Aray en la guitarra principal y el banjo, con Richard Blanco (El Chicha) en la batería. Actualmente son la única banda de Rockabilly en Venezuela. Sus letras acostumbran ser en rima, impregnado con humor negro.

## Historia
El grupo nace en Caracas por el año de 1998, como resultado de la separación de las bandas Skabiosis y Amor de Madre. Su idea inicial fue la de hacer únicamente Rockabilly, después incorporaron al repertorio cierto estilo swing/ska/punk.
Ya para 1999 ganan indiscutiblemente el Festival Nuevas Bandas, lo que les generó una mini gira por Colombia.
En el año 2000 sale a luz su álbum debut Taguara's Forever lanzado independientemente y después del éxito de la canción "Mundo Porno", Universal Music se encargaría de distribuirlo.
En 2001 son invitados al festival Rock al Parque en Colombia, y un año después saldría su segundo álbum Hasta Que Los Bares Nos Separen. El video del sencillo Tomar ya empezaba a dar vueltas por MTV.

## Trayectoria
Se puede decir que en 2005 ya el cuarteto de Caracas estaba lo bastante adentrado en su género como para componer un álbum nuevo con mucha carga energética. Salió a la venta, aclamado por muchos seguidores como su mejor trabajo jamás hecho, el Masacre en el Pin 5 donde se ven letras un poco más envueltas al Psychobilly con temas acerca de automóviles viejos (Chevrolet 58) asesinatos mostrados de forma humorística ("La Motosierra", "Zombies En La Morgue"). El sencillo Zombies En La Morgue contando con un vídeo animado, MTV se encarga de difundirlo por toda América Latina, siendo muy bien aceptado, sobre todo en México. Llegan a tocar a México, en una gira que incluyó el Distrito Federal, Querétaro, Puebla y Toluca. Tocaron junto a artistas como Plastilina Mosh, Ely Guerra, Los Gatos entre otros.
El 2008 llegó, y Los Mentas atacan con su cuarto disco de estudio Sopa, Seco y jugo, con un sonido muy similar a su trabajo anterior pero aceptado por las masas. Contiene un sencillo notablemente punk rock clásico, similar al estilo de The Ramones llamado Johnny Ramone, donde el vocalista expresa que nunca pudo tocar guitarra tan bien como Jimi Hendrix o Steve Vai entonces prefiere hacerle puro "charrasquero" a lo Johnny Ramone. Logran llegar al Festival Vive Latino de ese año, en México de nuevo. Los mismos integrantes comentan que hasta ese momento Los Mentas sólo habían tocado en mini festivales y más que nada en bares, ese sería el primer gran evento para la banda de Caracas. Compartieron escenario con Reel Big Fish.
Graban un disco recopilatorio en 2009 con sus temas más sonados. Son invitados a tocar en el  sexto Festival de Rock 100% venezolano en la ciudad de Valencia a finales de ese año.
UELM (Unidad Educativa Los Mentas) sale en 2010 con 12 años de trayectoria musical. Inspirado en los institutos parasistema y liceos con alumnos inadaptados.
En octubre de 2014 lanzan su sexta producción discográfica bajo el nombre Dios, El Diablo y El Dinero, y además confirman el ingreso de un quinto integrante a la banda, el guitarrista Luis "Droopy" Pulido, quien ya tenía algunos meses tocando en vivo con la agrupación. Pulido también es parte del proyecto paralelo de Juan Olmedillo llamado; (La Pequeña Revancha).
La banda inicio un "periodo sabático" a finales de 2015, reuniéndose para toques esporádicos en Miami y México en 2018 y 2019, lanzando en 2022 un disco de covers de rock venezolano llamado El Museo de los Pillos, incluyendo a artistas como Sentimiento Muerto, Tomates Fritos, King Chango, entre otros y participando además en un tributo a Gustavo Cerati versionando su canción Cosas Imposibles, a su vez el cantante Juan Olmedillo lanzó en 2018 su debut como solista llamado Ningún Lugar.

## Discografía
- Taguara's Forever (2000).
- Hasta Que Los Bares Nos Separen (2002).
- Masacre En El Pin 5 (2005).
- Sopa, Seco y Jugo (2008).
- Reserva Añeja. Recopilatorio (2009).
- U.E.L.M. (2010).
- Arriba Carajo! En vivo (2013).
- Dios, El Diablo y El Dinero (2014).
- El Museo de los Pillos (2022).